# St. Pölten
St. Pölten, Sankt Pölten ([zaŋkt ˈpœltn̩]ⓘ) – statutarne miasto powiatowe w północno-wschodniej Austrii, stolica kraju związkowego Dolna Austria oraz siedziba powiatu St. Pölten-Land, do którego jednak nie należy. Leży nad rzeką Traisen (dopływ Dunaju), ok. 60 km na zachód od Wiednia. Liczy 52,15 tys. mieszkańców (1 stycznia 2014). Miasto zdobią barokowe budowle będące dziełem mieszkającego tutaj architekta Jakoba Prandtauera. Nazwa miasta pochodzi od austriackiej formy imienia Hipolit. Patronem miasta był dlatego pierwszy antypapież w historii Hipolit Rzymski.

## Historia
St. Pölten był znany już około 2000 lat temu jako Aelium Cetium, jednak wraz z odejściem Rzymian stracił na znaczeniu. W VIII wieku do miejscowości przybył zakon augustianów i stopniowo zaczęła się rozwijać. Prawa miejskie St. Pölten otrzymało w 1159 roku. Od 1785 stolica diecezji St. Pölten przeniesionej z Wiener Neustadt. 15 kwietnia 1945 miasto zajęte przez Armię Czerwoną. Od 1986 r. stolica kraju związkowego Dolna Austria.

## Transport
St. Pölten leży przy autostradzie A1. W mieście jest transport autobusowy. Od 1911 do 1976 po mieście kursowały tramwaje.

## Zabytki i atrakcje turystyczne
- kolumna św. Trójcy (Dreifaltigkeitssäule) z 1782 roku
- kościół franciszkański św Trójcy (Hl. Dreifaltigkeit), w stylu rokokowym, ukończony w 1770 roku
- muzeum historii najnowszej (Museum im Hof)
- centrum szkoleniowe, dawniej Instytut Błogosławionej Dziewicy Maryi (Institut der Englischen Fräulein)
- ratusz miejski
- Katedra Wniebowzięcia Najświętszej Maryi Panny (Mariä Himmelfahrt), która pochodzi z XIII wieku. Jej wieża ma wysokość 77 m. Wnętrze jest dziełem architekta epoki baroku Jakoba Prandtauera
- muzeum historii miasta Historisches Museum
- dawna synagoga z 1912-1913
- secesyjny dom Stöhr Haus
- Landhausviertel – nowoczesna dzielnica urzędowo-kulturalna nad rzeką Traisen położona pomiędzy dwoma mostami. Znajdują się tu liczne instytucje kulturalne, turystyczne (wieża Klangturm, centrum wystawowe, teatr (FestSpielhaus) oraz Muzeum Dolnej Austrii (Landesmuseum Niederösterreich)[2].

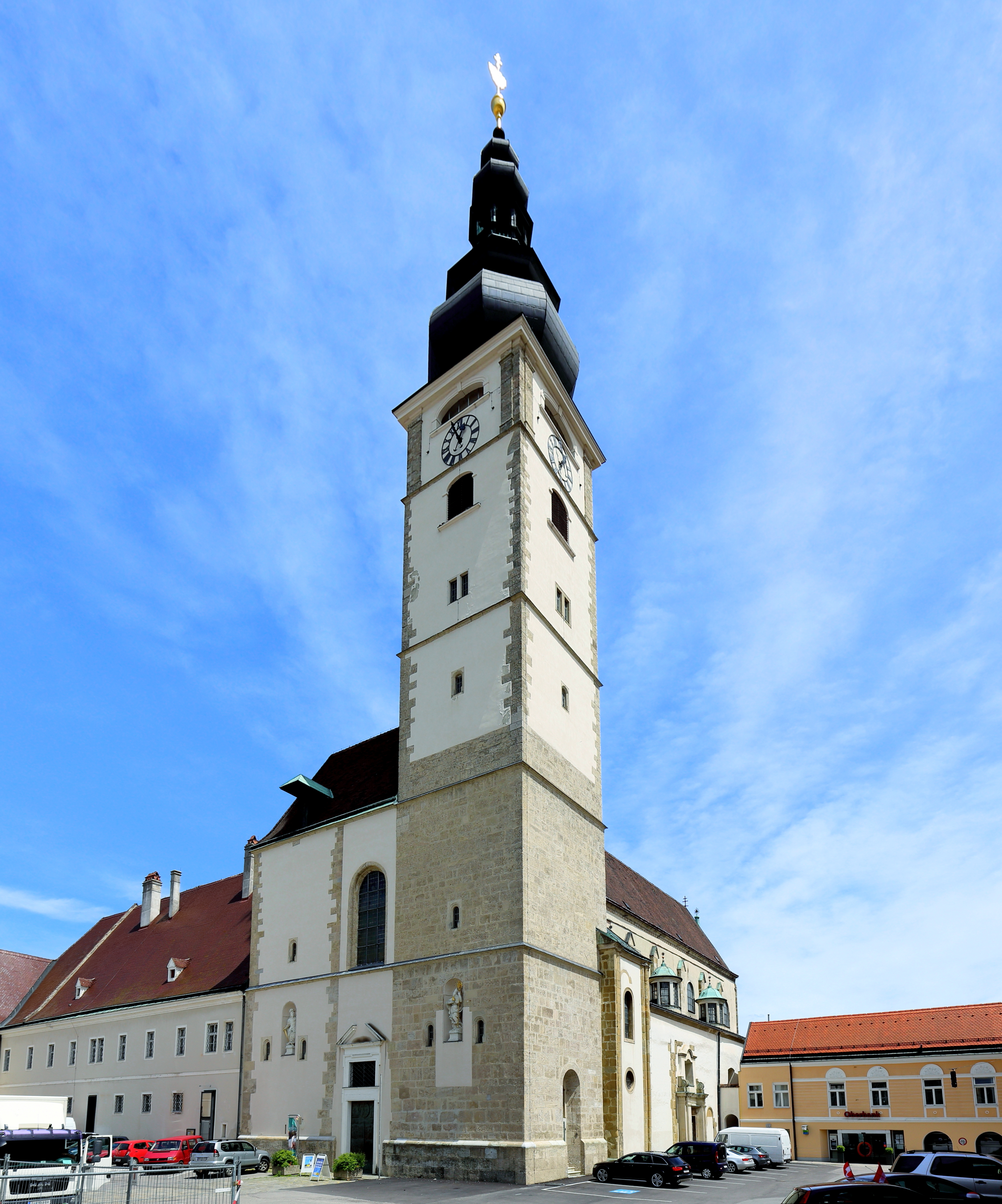
Barokowa katedra w St. Pölten

## Współpraca
Miejscowości partnerskie:
- Stany Zjednoczone: Altoona
- Czechy: Brno
- Francja: Clichy
- Niemcy: Heidenheim an der Brenz
- Japonia: Kurashiki
- Polska: Leszno
- Chiny: Wuhan

## Gospodarka
W mieście rozwinął się przemysł maszynowy, chemiczny oraz włókienniczy.